# 失恋
失恋（しつれん）とは、恋する相手への気持ちが成就しないこと。また、恋愛が何らかの形で終止符を打たれることである。その形は様々だが、多くの人は深い悲しみとショックに陥り、人によっては日常生活にも影響が表れ、食事が喉を通らないなどの状態になることもある。別れた相手や恋敵に対して恨みや憎悪を抱く人もいる。
対義語は得恋（とくれん）。
失恋の中でも明確に別れを伝えないまま時間経過によって恋愛関係が事実上終了することを「自然消滅」と呼ぶ。
英語では失恋はBroken Heartという。直訳すると「恋が壊れる」、「心が傷つく」となる。なお、日本ではよく英訳時にHeart Breakという表記も見られる。

## 失恋のパターン
おおまかな失恋のパターンは以下の通りである。
告白してフラれた
大半の人の『失恋』のイメージに必ず出てくるのがこのパターンだと言われる。片想いの相手にお付き合いをしたいという旨の告白を試みるが、相手がその気にならない、または他に好きな人がいるという理由で断られてしまうことである。
相手が他の誰かと結ばれた/結ばれていた
好意を寄せている相手が自分ではない他の人に好意を持っていて、その好意を寄せている人も相手に好意を抱いている状態、どちらかが告白し、自分が告白する前に相手に恋人関係が成立するといったもの。もしくは、既に相手に恋人あるいは婚約者がいた場合がある。
恋人に別れを告げられる、または互いが話し合って別れる
両想い中で付き合っている一方が何らかの理由で相手に別れを切り出すという場合がある。
一方的な連絡拒否、または行方不明
相手の連絡先が前触れなく変わる、職場しか連絡先がわからない状態で相手が仕事を辞める、電子メール・電話の着信拒否や仕事上の取引停止・出入り禁止などで連絡が取れなくなるなど。拒絶の意思が明確に示されないことから未練が残りやすく、失恋した側が再び所在をつかんだ場合はストーカー事件に発展しやすい。
手の届かない相手
身分的に問題がある人（教師と教え子の関係など）、メディア上の有名人（アイドル・俳優など）、バーチャルな人物（舞台上の役柄、アニメや漫画のキャラクターなど）など、絶対に手の届かない、または恋を成就させるために相当な犠牲を払う覚悟がいる相手に恋をした場合。
死別
片想い・両想いを問わず、好意を寄せている相手が死亡した場合。ただし、その好意がいわゆる純愛の域に達している場合、残された当事者本人にとっては失恋として認識されないケースもある。
その他
相手への気持ちを伝える前に、自分には相手を幸せにできない（経済的事情､健康問題、自尊心や自己肯定感の問題など）、脈がないなどと判断し諦めてしまうなど。

## 失恋による影響
失恋した後は、ほとんどの人が気分が沈み、泣いたり、そのうち何日も立ち直れなかったりする。これは人によって様々なので、新しい恋に進もうと、すぐに立ち直れる人もいれば、なかなか立ち直れず、何ヶ月も落ち込んだままの人もいる。
中には相手を想いつめるあまり、鬱病、強迫性障害、摂食障害、醜形恐怖症等の精神疾患を伴う例もあり、特に何年か越しの片想いが失われた場合には、自殺を考える人も少なくない（後述）。また、食事が喉を通らないなど日常生活にも影響することもある。好意が過剰になりすぎて、相手やその恋人に復讐をしかけるストーカー行為に及んでしまう例もある。これは負の悪循環である。
負の悪循環を断つには、悲しみや事実を受け入れることが重要である。失恋に意味がないことはなく、悲しんだり傷ついたりしながら人間的な成長が得られると言う考えが一般的である。また失恋は新しい恋の始まりであると捉える者も多い。
人間への愛が人生の意義という状態から、神への愛こそが生きがい、と変わる場合もある。神秘家などにこの例は多く、失恋を契機として修道院での人生を選ぶ人などもいる。

## 失恋から立ち直るには
例としては、以下のものが挙げられる。
- 趣味や仕事などに没頭する。
- 思いっきり泣いて、気分をスッキリさせる。
- カラオケで存分に歌う。海や山に向かって大声を出す。
- 友達や家族に話を聞いてもらう。
- 友達や家族と時間を過ごす。
- 新しい恋をして、必然的に前の恋の痛手を忘れてしまう。
- 気分を変えるため、旅行をする。
- 映画やアニメを見る。
- 熱中できるようなゲームをする。
- ペットを飼う。
- 好きな食べ物を食べる。
- 好きなことをする。

このように、周りの友人からのフォローや励ましから、立ち直りへのきっかけを作ることもできる。しかし失恋によって鬱病、強迫性障害、摂食障害、醜形恐怖症等の精神疾患を引き起こされる例もあり、その場合は精神科・心療内科などの治療を要する。
そのため、失恋からどのように立ち直っていけばいいのか分からず自殺に発展してしまう場合もある。失恋による自殺は特に若年層に見られる傾向があるとされる。
そこまでいかずとも、失恋のショックからヤケになり、他人に辛くあたったり、暴飲暴食で体を壊したりするケースがある。
失恋から立ち直るのに必要なのは時間である。人によって立ち直るまでに必要な時間は万別だが、長い月日をかけることにより立ち直っていくことが、失恋において最も効能的であり、最も確実な特効薬であると言われている。企業によってはこれを考慮し「失恋休暇」と称した独自の休業制度を設けるところもある。
気分転換も必要ではあるが、気分を変えようと努めることが、かえって心を疲弊させてしまう可能性があるため、無理に切り替えようとする必要はない。心と体を労わることが肝心である。

## 失恋にまつわる文化

### 思い出の品の扱い
恋人や配偶者からのプレゼントやラブレター、一緒に又は相手を撮った写真などを別れた後にどう扱うかは人それぞれである。壊したり捨てたりする人、密かに保管しておく人、換金可能な宝飾品などであれば売ってしまう人などがいる。世界各地からこうした品物の寄贈を受け付け、一部を展示する「失恋博物館」がクロアチアの首都ザグレブと、ロサンゼルス(分館)にある。ネットオークションサイトのヤフオク!は2017年6月、元恋人にまつわる品物であることを明示して販売する「元彼グッズマーケット」を開設した。

### 失恋をテーマとした創作
- 『若きウェルテルの悩み』
- 『男はつらいよ』